# Michiko Kanba
Michiko Kanba (樺 美智子, Kanba Michiko) (Tòquio, 8 de novembre de 1937 - Tòquio, 15 de juny de 1960) va ser una escriptora i activista política comunista japonesa, militant de l'organització estudiantil Zengakuren. Va morir en els enfrontaments entre manifestants i policia, a la Porta Sud de l'Edifici de la Dieta de Tòquio, durant el clímax de les protestes contra l'Anpo de 1960 relacionades amb el Tractat de Cooperació Mútua i de Seguretat entre el Japó i els Estats Units d'Amèrica. Està enterrada al cementiri de Tama, a Tòquio.

## Activisme i escriptura
El seu pare va ser Toshio Kanba, sociòleg i professor de la Universitat de Chuo. Kanba es va criar en una llar cristiana de classe mitjana i va ingressar a la Universitat de Tòquio el 1957 i es va unir al Partit Comunista Japonès el novembre d'aquell any. Després d'això, es va convertir en líder de l'organització de nova esquerra Lliga Comunista (també coneguda com a «The Bund») i va participar en les massives protestes contra l'Anpo i fer front, així, a la reforma del Tractat de Cooperació Mútua i de Seguretat entre el Japó i els Estats Units d'Amèrica.
El 26 de gener de 1960 va ser un dels 76 estudiants arrestats en una asseguda a l'aeroport Internacional de Tòquio, més conegut com a aeroport de Haneda. També va participar en protestes al voltant de l'edifici de la Dieta, el parlament nacional japonès. Va ser assassinada just a l'interior de la porta sud de l'edifici de la Dieta, després que un grup d'estudiants entrés per la porta i s'enfrontés amb la policia antiavalots. L'autòpsia va determinar, posteriorment, que va morir per una compressió toràcica i un sagnat intracranial. La policia afirma que va ser atropellada i trepitjada fins a la mort, mentre que els estudiants van culpar els agents de policia de les agressions físiques mortals.
Després de la seva mort, els seus escrits personals i assaigs polítics van ser recopilats i publicats amb el títol 人しれず微笑もん («El somriure que ningú coneix»). En els seus escrits, parla de l'activisme i la seva trajectòria vital.

## Llegat
La mort de Kanba va ser àmpliament coberta en aquell moment, i es va veure com un símbol de les protestes massives de 1960 contra el Tractat de Cooperació Mútua i de Seguretat entre el Japó i els Estats Units d'Amèrica. Una caricatura política, que va aparèixer a la revista Sekai un mes després de la mort, representava a un gàngster de la yakuza encenent una cigarreta a un policia mentre tots dos es troben sobre el seu cadàver davant de l'edifici de la Dieta.
L'historiador Nick Kapur argumenta que l'impacte nacional d'aquesta mort va ajudar a forçar la dimissió del primer ministre Nobusuke Kishi i la cancel·lació d'una visita prevista al Japó del president estatunidenc Dwight D. Eisenhower. Kapur diu que la mort de Kanba va ser vista com una «triple tragèdia», primer perquè era jove, segon perquè era estudiant a la universitat més elitista del Japó i, tercer, perquè era una dona, en un moment en què encara era una novetat que les dones participessin a les primeres línies de protesta al carrer. Eiji Oguma va afirmar que la mort de Kanba va evocar records recents dels molts joves que van perdre la vida a la Segona Guerra Mundial. Hiroko Hirakawa va emmarcar l'estatus pòstum de Kanba com a «donzella màrtir» i com a reflex de les expectatives contemporànies sobre la feminitat i la maternitat de la classe mitjana. Chelsea Szendi Schieder argumenta que els anys 1960 van començar al Japó amb la mort de Kanba.
El fotògraf Hiroshi Hamaya va captar els esdeveniments de la nit de l'assassinat. El 2010, Akiko Esashi va escriure una biografia en japonès sobre ella, amb el títol Michiko Kanba: Legend of a Sacred Girl (japonès: 樺美智子ー聖少女伝説).